# Quitengue

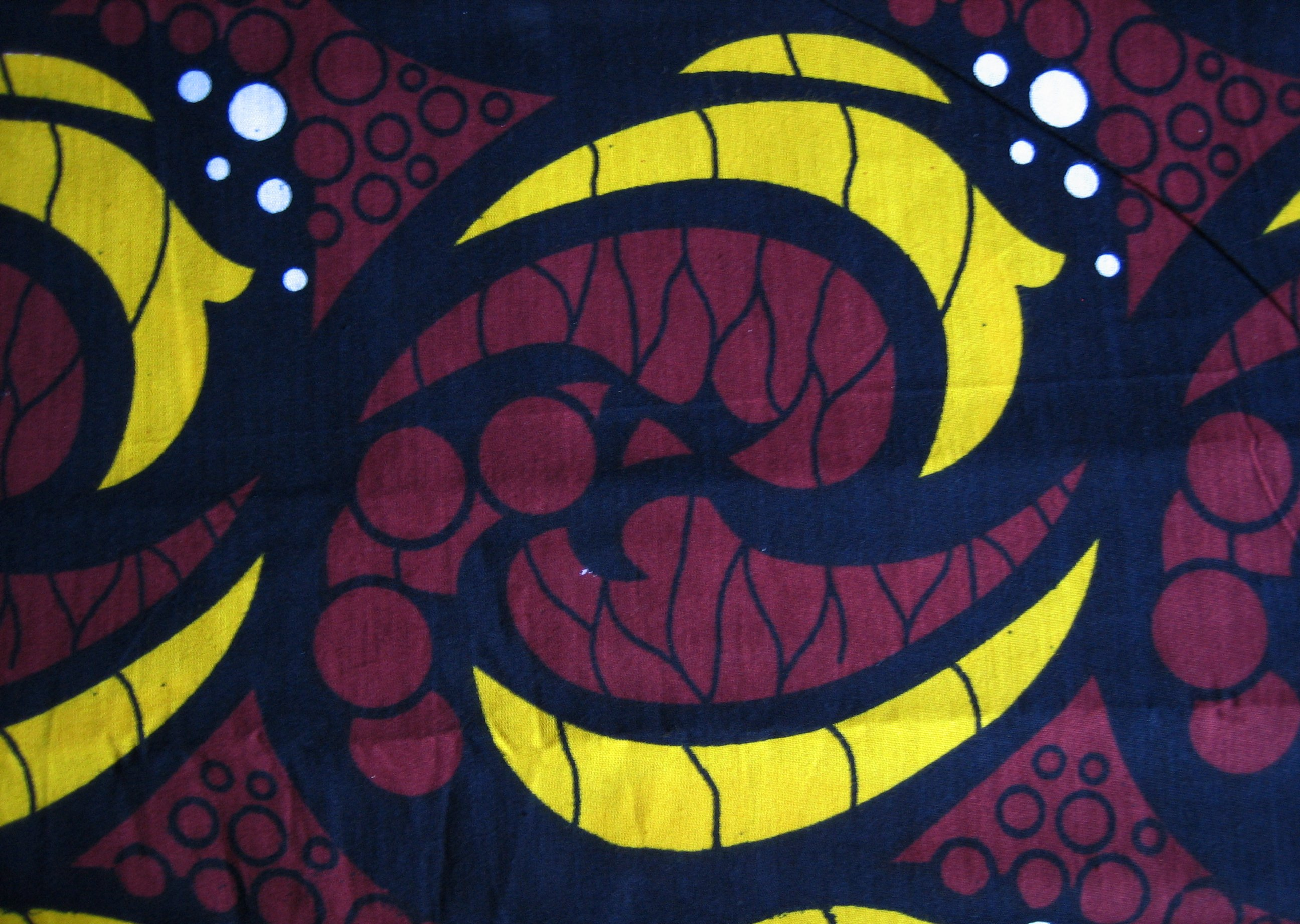
Um padrão quitengue típico

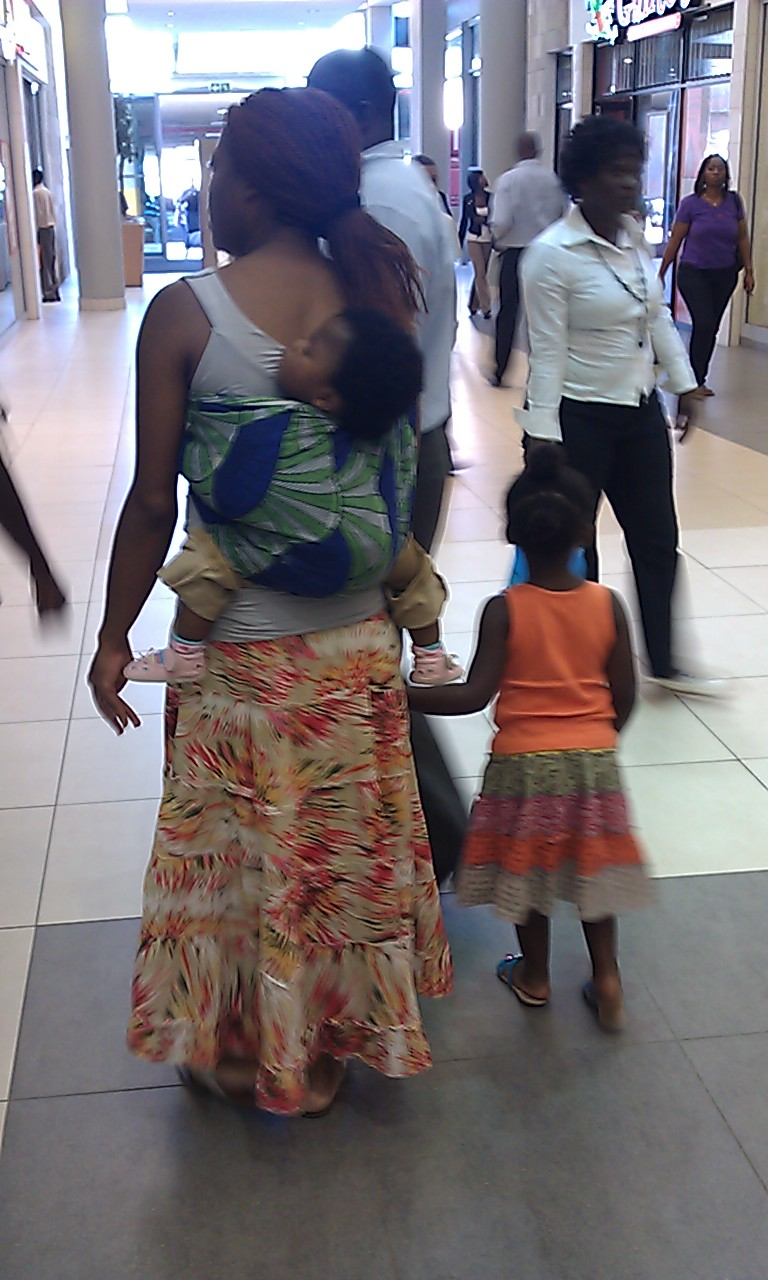
Mulher carregando um bebê nas costas, usando um quitengue

Quitengue (Kitenge) ou chitengue (chitenge) é um tecido da África Oriental, da África Ocidental e da África Central semelhante ao sarongue, geralmente usado por mulheres e enrolado no peito ou na cintura, sobre a cabeça como um lenço na cabeça ou como um estilingue de bebê. Quitengues são pedaços de tecido coloridos. Na área costeira do Quênia e na Tanzânia, os quitengues costumam ter frases em suaíli escritas.  
Os quitengues são semelhantes aos cangas e quicois, mas são de um tecido mais grosso e têm uma borda em apenas um lado comprido. Quênia, Uganda, Tanzânia, Sudão, Nigéria, Camarões, Gana, Senegal, Libéria, Ruanda e República Democrática do Congo são alguns dos países africanos onde o quitengue é usado. No Maláui, Namíbia e Zâmbia, quitengue é conhecido como chitengue. Às vezes são usadas por homens em volta da cintura em dias quentes. Em alguns países como o Maláui, os quitengues nunca eram usados pelos homens até recentemente, quando o presidente incentivou os funcionários públicos a comprar produtos do Maláui usando quitengue às sextas-feiras.
Quitengues (vitenge plural em suaíli; zitenge em Tonga) servem como uma peça barata, informal das roupas que muitas vezes é decorada com uma enorme variedade de cores, padrões e até mesmo políticos slogans.
A impressão no tecido é feita por uma técnica tradicional de batik. Elas são conhecidas como impressões de cera e o design é igualmente brilhante e detalhado no lado anverso do tecido. Atualmente, as impressões em cera são feitas comercialmente e são quase completamente impressas em rolo. As impressões extravagantes são impressas em rolo, com os desenhos menos coloridos ou detalhados no lado anverso. Muitos dos projetos têm um significado. Uma grande variedade de projetos religiosos e políticos são encontrados, bem como padrões tribais tradicionais. O pano é usado como material para vestidos, blusas e calças também.

## Usos
Os quitengue podem ser usadas em algumas ocasiões e de várias maneiras, simbolicamente ou por razões práticas. Os quitengue são usadas em diferentes configurações para transmitir mensagens. A lista a seguir demonstra o uso dos panos.
- No Maláui, os quitengues são habituais para mulheres em funerais.
- Eles são usados como uma tipoia para segurar um bebê nas costas de uma mãe. Eles também podem segurar o bebê na frente, principalmente durante a amamentação.
- Quitengues são dadas como presentes para as mulheres jovens.
- Às vezes são amarrados e usados como peças decorativas nas mesas de jantar.
- Quando as mulheres vão à praia, muitas vezes o quitengue é enrolado no maiô por modéstia ou para proteger o ar frio.
- Os quitengues podem ser emolduradas ou penduradas na parede como uma obra de arte decorativa de batik.

Os quitengues também se tornaram muito populares como declarações de moda na cultura pop urbana entre os jovens da África. Os quitengues são incorporados a itens de vestuário, como moletons, calças e acessórios, como bolsas.